# Carlo Pizzi (pittore)

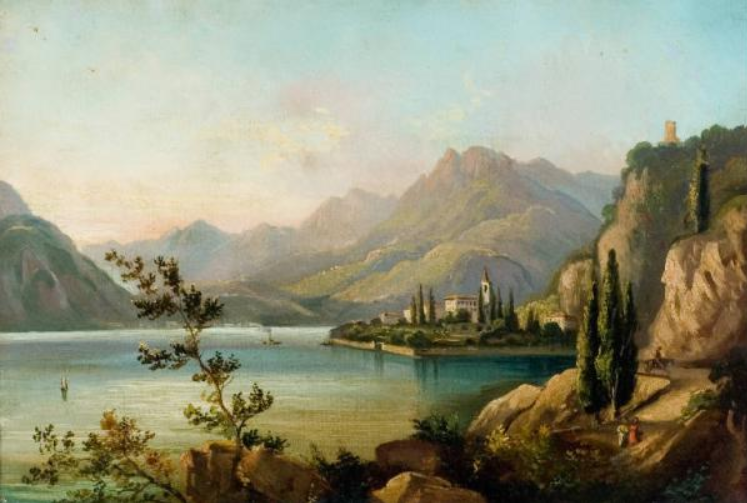
Veduta a Lierna su Varenna

Carlo Pizzi (Lecco, 1842 – Lecco, 1909) è stato un pittore italiano, soprattutto paesaggista.

## Biografia
Nato in una famiglia modesta, si formò all'Accademia di Brera a Milano. Fu allievo di artisti come Gaetano Fasanotti, Luigi Riccardi e Raffaele Casnedi. Dal punto di vista artistico fu influenzato da Eugenio Gignous, suo compagno di studi, e Silvio Poma.
Predilesse i paesaggi nei dintorni di Lecco, tra cui Il monte Resegone (1868), Il monte Medale (1870), La vecchia dogana al porto di Lecco e Paesaggio con cascata conservati presso i Musei civici di Lecco.
All'esposizione nazionale del 1872, tenutasi a Milano, il Pizzi espose Lungo l'Adda presso Brivio e La Molgora in Brianza; mentre a quella del 1877 a Napoli presentò Le Alpi e Una mattina. Nel 1881 a Milano espose L'Autunno, Un vano nel Ticino, Fiori e Maggino sulle Prealpi e Breglia presso il Lago di Como, mentre nel 1883 a Roma espose Il Ticino. All'esposizione generale italiana del 1884 a Torino presentò Pescarenico, Il monte Resegone e La palude; nel 1886 a Milano espose Viottola fra i castani, Un guado, Un fiume, Una palude (una litografia) e Un torrente. Nel 1887 a Venezia ci furono Rimorchiatore e Mare; infine a Bologna nel 1888 espose la tela L'isola dei Pescatori sul Lago Maggiore.